# 小林裕彦
小林 裕彦（こばやし やすひこ、1960年 - ）は、日本の弁護士、ローカルタレント、温泉評論家である。岡山大学法務研究科の非常勤講師で、小林裕彦法律事務所の代表を務める。

## 経歴
1960年に大阪府大阪市で生まれる。
1984年に一橋大学法学部を卒業し、労働省に入省。1989年に司法試験に合格し、1992年に岡山弁護士会に登録する（第44期）。
2005年、岡山弁護士会の副会長を1年間務める。
2015年に岡山大学法務研究科の非常勤講師となる。2024年11月現在も現職。
2019年、岡山弁護士会の会長を1年間務める。

## 人物
大阪市生まれ。岡山県岡山市北区に、自身の名を冠した小林裕彦法律事務所を構える。
秘湯巡りが趣味。35歳の時、一人で岩手の秘湯に行ったところ、疲れが取れた。小林は「心も頭も体の疲れも吹っ飛んだ」と語っている。それから暇があると温泉に行くようになった。日本全国2000か所の温泉に行った経験があり、温泉についての書籍を出版したこともある。

## 出演

### テレビ
- OniOni法律相談（oniビジョン、2006年6月 - 2011年3月）
- イブニングDonDon（RSK山陽放送、2009年3月 - 2011年4月） - 「それってどういうこと？」のコーナーのみ出演。
- 温泉博士小林弁護士が行く！（oniビジョン、2010年1月 - 2011年1月）
- 温たいむ（岡山放送、2010年11月 - 2012年3月）
- RSKイブニング5時（RSK山陽放送、2011年4月 - 2012年3月）
- 小林弁護士の言いたい法題（oniビジョン、2011年4月 - 2015年3月）
- ユタンポ（RSK山陽放送、2012年3月）
- エブリのうち（岡山放送、2012年4月 - 同年12月）
- サタデーパレット（テレビ大分、2012年10月）
- モーニングバード!（テレビ朝日、2014年7月29日）
- もっと知りたい！（oniビジョン、2015年4月 - 2017年4月）
- 小林弁護士のまるごとぶった斬り（oniビジョン、2020年4月 - ）[5]
- モーニングショー（テレビ朝日、2023年3月3日）

### ラジオ
- 敷居のめ～っちゃ低い法律相談所（RSKラジオ、2016年1月 - 2017年10月）[6]
- 小林弁護士のプログレの道（RadioMOMO） - ゲストと共にプログレッシブ・ロックを紹介する番組[6][7]。

## 書籍
- これで安心！！中小企業のための“経営法務”リスクマネジメント（ぎょうせい、2018年）[8]
- 温泉博士が教える最高の温泉 本物の源泉かけ流し厳選300（集英社、2019年）[9]
- 温泉博士×弁護士が厳選　とっておきの源泉かけ流し325（合同フォレスト、2023年）[10]
- 続・とっておきの源泉かけ流し445湯: 温泉博士×弁護士が厳選（合同フォレスト、2024年）[11]